# Butastur rufipennis
Il butastore rufipenne (Butastur rufipennis (Sundevall, 1850)), noto anche come poiana grillaia, è un uccello rapace della famiglia degli Accipitridi, diffuso nell'Africa subsahariana.

## Descrizione
È un rapace di media taglia, lungo 35–44 cm e con un'apertura alare di 92–106 cm.

## Biologia
Si nutre prevalentemente di insetti, specialmente di cavallette, ma anche di mantidi, termiti, formiche, coleotteri, fasmidi e ragni. Occasionalmente può predare anche piccoli uccelli, roditori e rettili.

## Distribuzione e habitat
L'areale di questa specie comprende una ristretta fascia dell'Africa subsahariana, a nord dell'equatore, che si estende dall'Africa occidentale (Senegal, Gambia, Guinea-Bissau, Guinea, Sierra Leone, Mauritania, Mali, Costa d'Avorio, Burkina Faso, Ghana, Togo, Benin), attraverso l'Africa centrale (Niger, Nigeria, Camerun, Ciad, Repubblica Centrafricana, Repubblica Democratica del Congo) sino all'Africa orientale (Sudan, Sud Sudan, Eritrea, Etiopia, Somalia, Uganda, Kenya, Tanzania).